# Villanova d'Ardenghi
Villanova d'Ardenghi é uma comuna italiana da região da Lombardia, província de Pavia, com cerca de 687 habitantes. Estende-se por uma área de 6 km², tendo uma densidade populacional de 115 hab/km². Faz fronteira com Carbonara al Ticino, Gropello Cairoli, Zerbolò, Zinasco.

## Demografia
| Variação demográfica do município entre 1861 e 2011                               |
|                                                                                   |
| Fonte: Istituto Nazionale di Statistica (ISTAT) - Elaboração gráfica da Wikipedia |